# Urbisaglia
Urbisaglia és un municipi (comune) d'Itàlia dins la província de Macerata. Té 2.779 habitants.

## Història
Urbisaglia (derivat d'Urbs Salvia) es trobava al sud del Picè, a la riba del riu Chienti. El nom de la població sembla relacionat amb el culte a la deessa Salus.
L'emperador Trajà la va convertir en colònia.
Hi ha les restes d'un amfiteatre de l'època flàvia.